# 2-メチル-3-オキソコハク酸ジエチルレダクターゼ
2-メチル-3-オキソコハク酸ジエチルレダクターゼ（diethyl 2-methyl-3-oxosuccinate reductase）は、次の化学反応を触媒する酸化還元酵素である。
(2R,3R)-2-メチル-3-ヒドロキシコハク酸ジエチル + NADP+ {\displaystyle \rightleftharpoons } 2-メチル-3-オキソコハク酸ジエチル + NADPH + H+
反応式の通り、この酵素の基質は(2R,3R)-2-メチル-3-ヒドロキシコハク酸ジエチルとNADP+、生成物は2-メチル-3-オキソコハク酸ジエチルとNADPHとH+である。
組織名はdiethyl-(2R,3R)-2-methyl-3-hydroxysuccinate:NADP+ 3-oxidoreductaseである。